# 다케다 노부토라

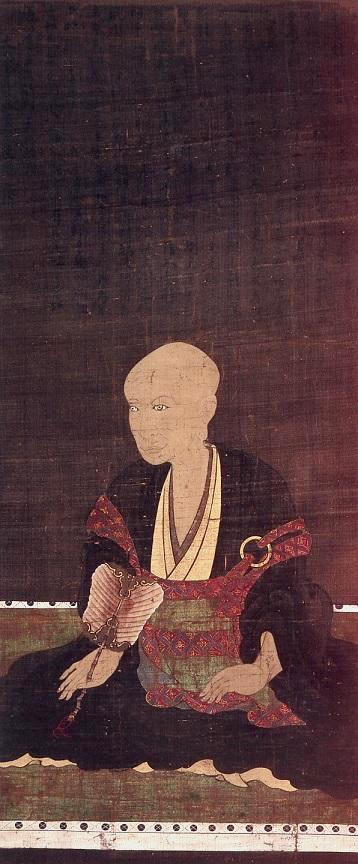
다케다 노부토라

다케다 노부토라(일본어: 武田信虎, 1494년 2월 12일 ~ 1574년 3월 27일)는 가이의 센고쿠 다이묘이며 다케다 신겐(武田信玄)의 아버지이다. 가이 겐지 다케다 가문의 종가이며, 다케다 가문 제18대 당주이다.
- 하기에 서술되는 날짜는 음력이다.

## 생애

### 가독상속과 가이 국 통일
메이오 3년 (1494년) 1월 6일 다케다 가문 제17대 당주 다케다 노부쓰나(武田信縄)의 적자로 태어났다. 에이쇼 4년 (1507년) 아버지가 병으로 죽자 14세의 나이로 가독을 상속받는다. 에이쇼 5년 (1508년) 가문내에 대립하던 숙부 다케다 노부시게(武田信恵)를 보네 전투(坊峰合戦 현재 후에후키시)에서 토벌 멸문시킨다. 에이쇼 7년 (1510년) 가이 동부의 군나이 지방(郡内地方)에서 세력을 과시하던 오야마다 가문을 압박해, 자신의 동생을 오야마다 노부아리(小山田信有)에게 시집을 보내 오야마다 가문과 동맹을 맺는다. 군나이에 인접지역인 가쓰누마 지역은 동생인 가쓰누마 노부토모(勝沼信友)에게 맡긴다. 에이쇼 12년 (1515년) 스루가 이마가와 가문을 지지한 군나이 서부 지역의 호족 오이 가문 (현재 미나미알프스시)을 공격하고, 에이쇼 14년 (1517년)에는 잠시나마 이마가와 가문과 화친했다. 에이쇼 17년 (1520년) 오이 가문을 압박해 오이 노부사토(大井信達)의 딸(오이노가타)을 아내로 맞이해 혼인동맹을 맺는다.
또, 에이쇼 16년 (1519년) 이 때까지 다케다 가문의 연고였던 이사와로부터 서쪽에 있는 고후로 거처를 옮긴다. 그리고, 여기에 쓰쓰지가사키야카타를 짓고, 성하 마을을 정비해 가신들을 이주시킨다.
그 후에도 호족 이마이 가문과 시나노의 스와 가문의 다툼에 참견했다. 다이에 원년 (1521년) 스루가의 다카덴진 성주 구시마 마사시게(福島正成)를 본대로 한 이마가와군이 후지강과 접해있는 군나이 서부 지역까지 쳐들어와 고후에 이르자, 노부토라는 쓰쓰지가사키야카타의 북동쪽에 있는 요카이 산성으로 퇴각해 일전을 준비한다. 이다가와라 전투(飯田河原合戦)와 가미조가와라 전투(上条河原合戦)에서 이마가와 군을 격퇴하고, 적장 구시마 마사시게는 전사한다. 하라 도라타네(原虎胤)가 수급을 베었다고 하나 이설도 많다. 그 와중에 요카이 산성에서 적자 다케다 하루노부가 태어났다.
다이에 4년 (1524년) 간토에 있어서 두 우에스기 가문과 신흥 세력인 고호조 가문의 다툼에 개입하고, 사가미 국경에서 호조군과 싸운다. 이 해부터 스루가의 이마가와 가문과 사가미의 호조 가문, 시나노의 스와 가문 등 주변 여러 다이묘와 간헐적인 교전이 오갔다. 그러나, 이 같은 전투에도 좀처럼 세력을 확장할 수 없었다고 한다.
교로쿠 원년 (1528년) 스와로 공격해 가지만, 고베=사카이가와 전투(神戸・堺川合戦)에서 패배한다. 스와 가문은 반 노부토라 세력인 이마이 가문 등과 연합해 적대하지만, 교로쿠 4년 (1531년) 가와라베 전투(河原部合戦 현재 니라자키 시)에서 호족 연합을 격파했다. 또, 교로쿠 3년 (1530년) 우에스기 도모오키(上杉朝興)의 알선으로 우에스기 노리후사(上杉憲房)의 부인을 측실로 맞이한다.
덴분 4년 (1535년) 이마가와 가문을 공격하러 국경 만자와에서 전투를 치르지만, 이마가와 가문과 친척관계로 있는 호조 가문이 가고사카 고개를 넘어 야마나카로 공격해와 오야마다 가문과 가쓰누마 가문이 대항해 보지만 패배한다.
이 같이 무사시의 오기가야쓰 우에스기 가문을 제외한 주변 세력과 적대했었지만, 덴분 5년 이마가와 우지테루(今川氏輝) 사후 발발한 이마가와 가문의 내분(하나쿠라의 난)에서 이마가와 요시모토(今川義元)를 지지해 이마가와 가문과 관계를 호전시킨다. 덴분 6년 (1537년) 장녀를 이마가와 요시모토에게 시집보내고, 적자 하루노부는 이마가와 가문의 중매로 구게 산조 가문의 딸을 며느리로 맞이한다. 게다가 호조 가문과도 화친하였다. 덴분 9년 (1540년) 이마이 노부모토를 우라 성에서 굴복시겼고, 스와 가문과는 셋째 딸 네네를 스와 요리시게(諏訪頼重)에게 시집을 보내 스와 가문과 화친한다.
덴분 10년 (1541년) 스와 요리시게와 무라카미 요시키요 등 시나노 호족등과 연합해 사쿠 군(현재 사쿠시)에서 시게노 일족(운노 가문, 모치즈키 가문, 사나다 가문 등)과 격돌, 이들을 시나노에서 축출한다. (운노타이라 전투 (海野平合戦)) 그 후, 세력을 시나노 동부인 사쿠 군과 지사가타 군까지 세력을 뻗친다.

### 추방
덴분 10년 (1541년) 6월 14일 노부토라는 시나노로부터 개선하여 사위 이마가와 요시모토를 만나러 스루가로 향한다. 그러나, 이타가키 노부카타(板垣信方), 아마리 도라야스(甘利虎泰) 등 후다이 가신들로부터 지지를 받은 적자 하루노부 일파에 의해 가이로 돌아갈 수 없었다. 노부토라를 추방한 하루노부는 다케다 가문의 가독과 슈고직을 계승한다.
사건의 경위는 《가쓰야마키(勝山記)》, 《고하쿠사이키(高白斎記)》 등에서 볼 수 있다. 사건의 배경에 대해서는 여러 설이 있다. 노부토라가 적자 하루노부를 홀대하고 차남 노부시게를 편애해, 언젠간 폐적이 될지 모른다고 생각한 하루노부와의 불화설과, 《고요군칸(甲陽軍鑑)》에서는 하루노부와 중신, 그리고, 이마가와 요시모토가 공모했다는 설이 있다. 또, 《가쓰야마키(勝山記)》 등에 따르면, 노부토라의 치세는 여러번에 걸친 정벌사업에 따른 군자금 확보를 위해 농민과 호족들에 과중한 세액을 부담시켰고, 이 결과 백성들의 원성이 하늘을 찔렀다고 한다. 그래서, 노부토라의 추방은 영민들도 환영했다고 한다.

### 유랑
그 후, 이마가와 요시모토의 비호 아래 스루가에서 한적한 생활을 보내고 있었다. 그러나, 에이로쿠 3년 (1560년) 오케하자마 전투(桶狭間の戦い)에서 요시모토가 이 전투에서 전사하자, 그 뒤를 이은 이마가와 우지자네(今川氏真)와 관계가 틀어졌다. 일설에는 우지자네를 폐적시키고 자신이 이마가와 가문을 계승할 계획이었다고 한다. 이 때문에, 노부토라는 스루가를 떠났다. 이 시기 신겐은 이마가와 가문의 운세가 얼마 남지 않았음을 직감했다고 한다.
노부토라가 스루가를 떠난 후, 이세로 갔지만, 당시 이곳에는 이세 고쿠시 기타바타케 도모노리(北畠具教)의 후원을 받은 시마의 관료와 도바 성주 구키 요시타카(九鬼嘉隆)가 시마의 패권을 둘러싸고 다투고 있었다. 이때 노부토라는 기타바타케 도모노리의 부탁을 받고 시마의 관료들 편에서 참모로써 참전하게 된다. 그의 명성은 주변국에 익히 잘 알려졌기 때문에 노부토라는 구키 요시타카를 격파하고 시마의 관료측의 승리에 공헌한다. 이때 패한 구키 요시타카는 오와리의 오다 노부나가(織田信長)를 의지해 그의 가신이 된다.
그 후, 조정과 관계가 깊었던 기타바타케 도모노리의 후원으로 교토로 올라가 사돈인 산조 사네쓰나(三条実綱)의 비호를 받으며 교토 고조(五条)에 살았다. 이때 유력인사와 친분을 쌓았다. 또, 신겐도 노부토라의 생활비 등을 송금했다고 전해진다.

### 말년
겐나 4년 (1573년) 신겐이 병사하자, 손자 다케다 가쓰요리(武田勝頼)에 의탁하여 다케다령으로 돌아간다. 셋째 아들 다케다 노부카도(武田信廉)의 거성 다카토 성에서 생활한다. 덴쇼 2년 (1574년) 3월 5일, 이나의 사위 禰津神平의 비호를 받으며 시나노 다카토 성에서 생을 마감한다. 향년 81세. 장례는 노부토라가 창건한 고후 다이센지에서 거행되었다.
일설에는 가쓰요리와 대면할 때에 노부토라가 나란히 앉아 있는 군신들 앞에서 칼을 뽑고, 80세라고는 믿기지 않을 정도로 능숙하게 휘둘렀다고 한다. 그리고, 가쓰요리 앞에서 가이로의 귀환을 부탁했다고 한다. 그러나, 노부토라를 잘 아는 노신들은 경악을 하며 완강히 반대했다고 한다. 가쓰요리도 쓸데없는 혼란을 피하기 위해 숙부 노부카도에게 할아버지 노부토라를 보살필 것을 부탁했다고 전해진다.

## 인물
- 적은 물론 모반을 일으킨 사람까지도 항복만 하면 용서했다고 한다. 노부토라 통치 초기에는 인재가 부족했기 때문에 죽이려고 해도 죽일 수 없었다는 견해가 있지만, 폭군으로 알려진 노부토라의 다른 일면을 나타낸 일화로 이상하진 않다.
- 전술가로서는 탁월했고, 싸움에도 능숙해 오다 노부히데(織田信秀)나 사이토 도산(斎藤道三)과 비교해도 손색이 없다. 특히 다이에 2년에 이마가와 가문의 무장 구시마 마사시게가 1만 5천의 병력을 이끌고 가이로 침공할 때 노부토라의 병력은 2천이었지만, 본대를 기습하여 격파하고 적장 마사시게를 죽이는 등 대승을 거두었다. 이 전투는 규모와, 경위도 오케하자마 전투와 유사해 오다 노부나가(織田信長)가 이 전투를 본보기로 작전을 세웠다고 전해진다.
- 에도 시대에 편찬된 《고요군칸(甲陽軍鑑)》에 따르면, 성격이 난폭하고 교만했다고 한다. 진언한 가신을 숙청하거나, 임산부의 배를 산 채로 가르는 등 악행을 저질렀다고 한다. 그 예로 나이토 도라스케(内藤虎資), 바바 도라사다(馬場虎貞), 야마가타 도라키요(山県虎清), 에토 도라토요(工藤虎豊) 등을 숙청했다. 후에 그의 아들 신겐이 이들 가문을 부활시키게 된다.[1] 유력 가신이나 친척 척결은 센고쿠 다이묘가 권력을 집중시키기 위해 널리 행해지던 일이었다. 그 예로 모리 모토나리(毛利元就), 오다 노부나가(織田信長)등을 들 수 있다. 단지 정책이 실패하여 부정적 평가가 이어지는 면이 있다.
- 가이를 통일하고, 다케다 가문을 슈고 다이묘에서 센고쿠 다이묘로 탈피시켜 강력한 중앙집권화를 단행했다. 신겐에 의한 쿠데타는 이 중앙집권화에 반발한 호족 무리의 주도로 행해진 것이다. 다케다 가문은 호족들의 연합맹주로 존재했고, 신겐 시기에 행해진 합의제가 이를 뒷받침하는 증거다.
- 여러 지방으로부터 유능한 인재를 모아 아시카루 다이쇼(고요 5명신)로 키우는 한편, 후에 다케다 가문을 지지하는 고사카 마사노부(高坂昌信), 바바 노부하루(馬場信春) 등의 부장도 노부토라가 발탁한 것이라 사료된다.
- 적극적인 외교정책을 폈다. 적자 신겐에게 구게 산조 긴요리(三条公頼)의 딸을 맞하는 등, 혼인정책을 폈고, 이를 통해 주변 세력과 동맹을 할 수 있었다. 또 이 혼인을 통해 신겐은 혼간지 겐뇨(本願寺顕如)를 통해 종교의 힘을 끌어들일 수 있었다. 혼간지 겐뇨의 처와 신겐의 처는 자매지간이다.
- 아들인 다케다 노부카도가 그린 노부토라의 초상화가 현존해 있다. 이를 볼 때 신겐 이외의 부자관계는 좋았다고 사료된다.
- 명도 소잔사몬지(宗三左文字)를 소유해, 이 칼을 이마가와 요시모토에게 주었다. 오케하자마 전투 후에 오다 노부나가가 가지고 있었지만, 혼노지의 변에서 소실된후, 도요토미 히데요시(豊臣秀吉)가 소실된 터에서 이 칼을 회수했고 그 후, 도요토미 히데요리(豊臣秀頼)로부터 도쿠가와 이에야스(徳川家康)가 받아 현재에 이르고 있다.